# Gare de Timișoara-Sud
La gare de Timișoara-Sud est une gare ferroviaire des lignes CFR 922 (Timișoara – Stamora Moravița) et 918 (Timișoara – Buziaș–Lugoj). Elle est située dans le quartier Fratelia à Timișoara en Roumanie. 

## Histoire
La gare de Timișoara Sud a été construit pendant la période communisme pour décongestionner la gare de Timișoara Nord, notamment après la construction de la ligne industrielle Azur.

## Service des voyageurs

### Desserte
La gare est transitée quotidiennement par 27 trains exploités par Regio Călători et CFR Călători. La gare compte 10 lignes au total.